# Dianthus agrostolepis
Dianthus agrostolepis är en nejlikväxt som beskrevs 1983 av Karl Heinz Rechinger.Arten ingår i släktet nejlikor och familjen nejlikväxter.  Inga underarter finns listade i Catalogue of Life.
Dianthus agrostolepis kommer ursprungligen från Iran och trivs i sol eller halvskugga. Den ratas av rådjur och används som snittblommor.

## Namn
Släktnamnet Dianthus härleds från grekiska "dios" (ett alternativt namn för guden Zeus), och anthos som betyder "blomma". Betydelsen blir sålunda Zeus blomma, och i överförd betydelse kan det även förstås som gudomlig blomma. Detta var ett namn som förekommer för en växt i antiken, redan 300 år före vår tideräkning. Artepitetet agrostolepis kommer av grekiskans ἄγρωστις (agrōstis) vilket är ett slags gräs.